# Миль, Михаил Леонтьевич
Михаи́л Лео́нтьевич Миль (9 [22] ноября 1909, Иркутск, Российская империя — 31 января 1970, Москва, СССР) — советский конструктор вертолётов и учёный, доктор технических наук (1945), Герой Социалистического Труда (1966), лауреат Ленинской премии (1958) и Государственной премии СССР (1968).

## Биография и деятельность

### Ранние годы
Родился в 1909 году.
Детство и юность прошли в Иркутске; отец, Леонтий Самойлович Миль, был железнодорожным служащим; мать, Мария Ефимовна, — стоматологом. Дед, Самуил Миль, был евреем-кантонистом, после 25 лет службы на флоте осел в Сибири. В семье были ещё старшая дочь Екатерина и брат Яков.
С детства Михаил прекрасно рисовал, увлекался музыкой, с лёгкостью изучал иностранные языки. Он мог бы стать художником или музыкантом, но стал учёным-конструктором. Возможно, выбор этот объяснялся тем, что 1920-е годы — время, когда все в СССР увлекались авиацией.

### Первые шаги в авиации
В двенадцатилетнем возрасте сделал модель самолёта, которая победила на конкурсе в Томске. В 1925 году поступил в Сибирский технологический институт (Томский политехнический университет). В планёрной студенческой секции он построил лёгкий одноместный планёр и совершил на нём свой первый полёт. Однако во время учёбы на втором курсе студента исключили из института по доносу «за непролетарское происхождение». Проработав год в Томске, в кожевенной лаборатории, как представитель пролетариата уже без проблем поступил сразу на 3-й курс механического факультета Донского политехнического института в Новочеркасске, где была авиационная специальность.
В этом вузе имел возможность экспериментально проверять свои выкладки в теории воздухоплавания, пользуясь одной из двух аэродинамических труб, имевшихся тогда в Советском Союзе. Лекции по аэродинамике читал молодой профессор В. И. Левков, впоследствии создавший первые в мире суда на воздушной подушке. В 1929 году студент Миль узнаёт о новом летательном аппарате — автожире, который в 1919 году сконструировал испанец Хуан де ла Сиерва, и начал изучать теорию его полёта. Он обратился с письмом к Н. И. Камову, заведующему отделением автожиров в ЦАГИ, и получил приглашение в рамках летней практики поучаствовать в создании первого советского автожира КАСКР-1.
По окончании института в 1931 году направлен на Таганрогский авиазавод. Однако, заручившись рекомендацией Н. И. Камова, смог убедить комиссию в том, что принесёт больше пользы государству, занимаясь автожирами в ЦАГИ. Здесь участвовал в разработке автожиров А-7, А-12 и А-15. Через год стал начальником бригады аэродинамики Отдела особых конструкций ЦАГИ. В этот период появилась первая научная публикация М. Л. Миля: «О разбеге автожира» в журнале «Техника воздушного флота» за 1934, № 5.
Получая в ЦАГИ совсем небольшую зарплату, молодой конструктор подрабатывал редактором и учителем немецкого языка.
В 1932—1936 годах Михаил Леонтьевич руководил бригадой аэродинамики и экспериментальных расчётов Отдела особых конструкций ЦАГИ, разработав фундаментальные основы аэродинамики винтокрылых летательных аппаратов, в том числе общую теорию несущего винта, применимую для различных случаев его обтекания.
В 1936—1939 годах работал инженером в Опытном конструкторском бюро по винтокрылым аппаратам.
21 марта 1939 года было принято решение о строительстве завода по производству автожиров, где Миль стал заместителем директора, Николая Камова.

### Военные задачи
В годы Великой Отечественной войны, в 1941—1943 годах, Миль работал в эвакуации в посёлке Билимбай, на Среднем Урале, ставшем фактически авиационной столицей СССР. Здесь работали также авиаконструкторы С. А. Лавочкин и Н. И. Камов.
При эвакуации Милю было поручено уничтожить архив Отдела особых конструкций, чтобы он не достался врагу. Но этот архив содержал в себе итог многих лет работы, и уничтожить его Миль так и не решился. Более того, он сумел вынести документы из лаборатории и увез их с собой. Впоследствии спасенные документы пригодились при проектировании вертолётов.
В тяжелой фронтовой обстановке 1941—1942 годов на фронт был переброшен отряд из 5 автожиров, совершивший 20 боевых вылетов. В составе отряда был и Миль. В боевых условиях под Москвой автожиры планировалось использовать в качестве корректировщиков артиллерийского огня, однако аппараты оказались пригодными только для тылового использования. Известен эпизод, свидетельствующий о решительности Миля в критических обстоятельствах: когда после быстрого прорыва немцев ему пришлось пригрозить оружием, чтобы предотвратить панику среди вверенных ему людей и обеспечить разборку и эвакуацию автожиров в тыл.
Он также занимался улучшением конструкции самолётов, решив проблему спасения нагруженного боеприпасами самолёта, который при потере скорости тут же попадал в штопор, выйти из которого был практически не способен, так как пилоту просто не хватало физической силы. Миль разработал устройство, которое позволяло решить эту проблему. Устройство испытал лётчик Э. А. Лебединский на фронтовом аэродроме. Испытания устройства прошли на отлично, был налажен его серийный выпуск. В течение нескольких месяцев Миль находился на аэродромах, лично устанавливал устройство на самолёты и объяснял лётчикам принцип его действия.
В 1942 году Миль совместно с С. А. Пасхиным разработали оригинальную конструкцию противотанкового ружья, чтобы вести огонь по танкам и ДОТам реактивными снарядами РС-82. Довести его до серии не удалось, а Миль при испытаниях чуть не получил тяжелые увечья от раскаленной реактивной струи. От тяжелых ожогов его спас кем-то наброшенный на него полушубок.
За работы по усовершенствованию боевых самолётов Миль в 1945 году был награждён орденом Отечественной войны II степени. 

### К созданию вертолёта
В 1943 году Миль защитил кандидатскую диссертацию «Критерии управляемости и маневренности самолёта»; в 1945 году — докторскую: «Динамика ротора с шарнирным креплением лопастей и её приложение к задачам устойчивости и управляемости автожира и геликоптера».
Миль задался целью создать летательный аппарат, способный подниматься в воздух с помощью винтов. Он настойчиво писал И. В. Сталину, убеждая того в необходимости начать работы по созданию винтокрылых летательных аппаратов. В результате руководитель государства дал добро на организацию в Москве конструкторского бюро по геликоптеростроению во главе с Милем.
В декабре 1947 года оно было создано на базе завода № 383 МАП. Первая машина ГМ-1 (Геликоптер Миля-1), созданная в ОКБ, была поднята в воздух 20 сентября 1948 года на аэродроме Захарково лётчиком-испытателем М. К. Байкаловым.
Первые испытания двух опытных машин закончились трагедией. В первом случае при определении потолка машины на высоте 5200 м в системе управления замерзла смазка, однако пилот успел покинуть машину. При приземлении Байкалов повредил ногу и был отстранен от полётов, которые на втором экземпляре машины продолжил его товарищ Марк Галлай.
Вернувшись в строй, Байкалов совершил 13 демонстрационных полётов на Ми-1. Четырнадцатый вылет оказался роковым: после перегона машины с испытательного аэродрома заказчику (НИИ ВВС) в точке посадки произошла катастрофа: из-за раковины в сварке обломился вал рулевого винта. Высота полёта была недостаточной для прыжка с парашютом, и лётчик М. Байкалов погиб. Для Миля это было шоком.
Причину трагедии определили довольно быстро: в дальнейшем карданный вал хвостовой трансмиссии вертолётов Ми-1 стали выполнять из точеных стволов артиллерийских орудий. Их после войны было предостаточно, и больше подобных катастроф с «Ми-1» не было. Потолок машины главный конструктор определил в 3000 м, для трансмиссии был подобран незамерзающий сорт смазки. Испытания третьей машины должно было решить судьбу КБ и самого конструктора. Их вызвался провести известный лётчик В. В. Винницкий, к которому присоединились М. Галлай и Г. Тиняков. Машина успешно прошла испытания, на её базе в 1949 году был создан первый советский вертолёт Ми-1. Впоследствии на нём было установлено 27 абсолютных мировых рекордов.
В начале 1950 года вышло постановление о создании опытной серии из 15 вертолётов ГМ-1 под обозначением Ми-1.

### Генеральный конструктор
В 1964 году Миль стал генеральным конструктором опытного КБ. Его коллективом были созданы вертолёты Ми-2, Ми-4, Ми-6, Ми-8, Ми-10, Ми-12, Ми-24 и др. На разработанных в КБ машинах было установлено 60 официальных мировых рекордов. Вместе с учениками Михаил Леонтьевич разработал теорию современного вертолёта.
В 1958 году Миль был награждён Ленинской премией, в 1968 году — Государственной премией СССР, в 1966 году ему было присвоено звание Героя Социалистического Труда.
Миль опубликовал научный труд «Вертолёты» (книги 1—2, М., 1966—1967; в соавторстве).
Созданные КБ Миля вертолёты Ми-2 и Ми-4 стали легендой, а Ми-8 — самым массовым 2-двигательным вертолётом в мире. Десантный Ми-6 — первый вертолёт с двумя двигателями и газотурбинной силовой установкой грузоподъемностью 12 т, Ми-10 — крупнейший транспортный вертолёт (летающий кран).
Двухвинтовой гигант Ми-12 поднял рекордный вес в 40 т и получил прозвище «слон». Он совершил первый удачный вылет при жизни конструктора, установил множество мировых рекордов грузоподъёмности, которые до сих пор никем не повторены.
Триумфом работы конструктора стал показ его уникальных машин на авиационной выставке в Париже в 1965 году. Сын основателя вертолётостроения Игоря Сикорского, Сергей, признал: в области тяжёлых вертолётов Миль не только догнал США, но по ряду параметров ушел далеко вперед.
Вертолёты Ми эксплуатируются в более чем 100 странах мира.
М. Миль умер 31 января 1970 года от инсульта, не дожив до начала эксплуатации и триумфа первого советского ударного вертолёта Ми-24 (эта машина, произведенная в количестве более 3500 экземпляров, приняла участие в десятках конфликтов и состояла на вооружении многих стран; знаменитый «Крокодил» считается самым воюющим вертолётом в мире).
Похоронен на Юдинском кладбище, недалеко от железнодорожной платформы Перхушково.
Уже после смерти конструктора его картина «Нарциссы. Угол кабинета» стала эмблемой выставки «Ученые рисуют» 1981 года: всю жизнь Миль увлекался живописью, а в его КБ работал целый штат художников, иллюстрировавших для потенциальных заказчиков боевое или хозяйственное применение проектируемых машин.

## Память

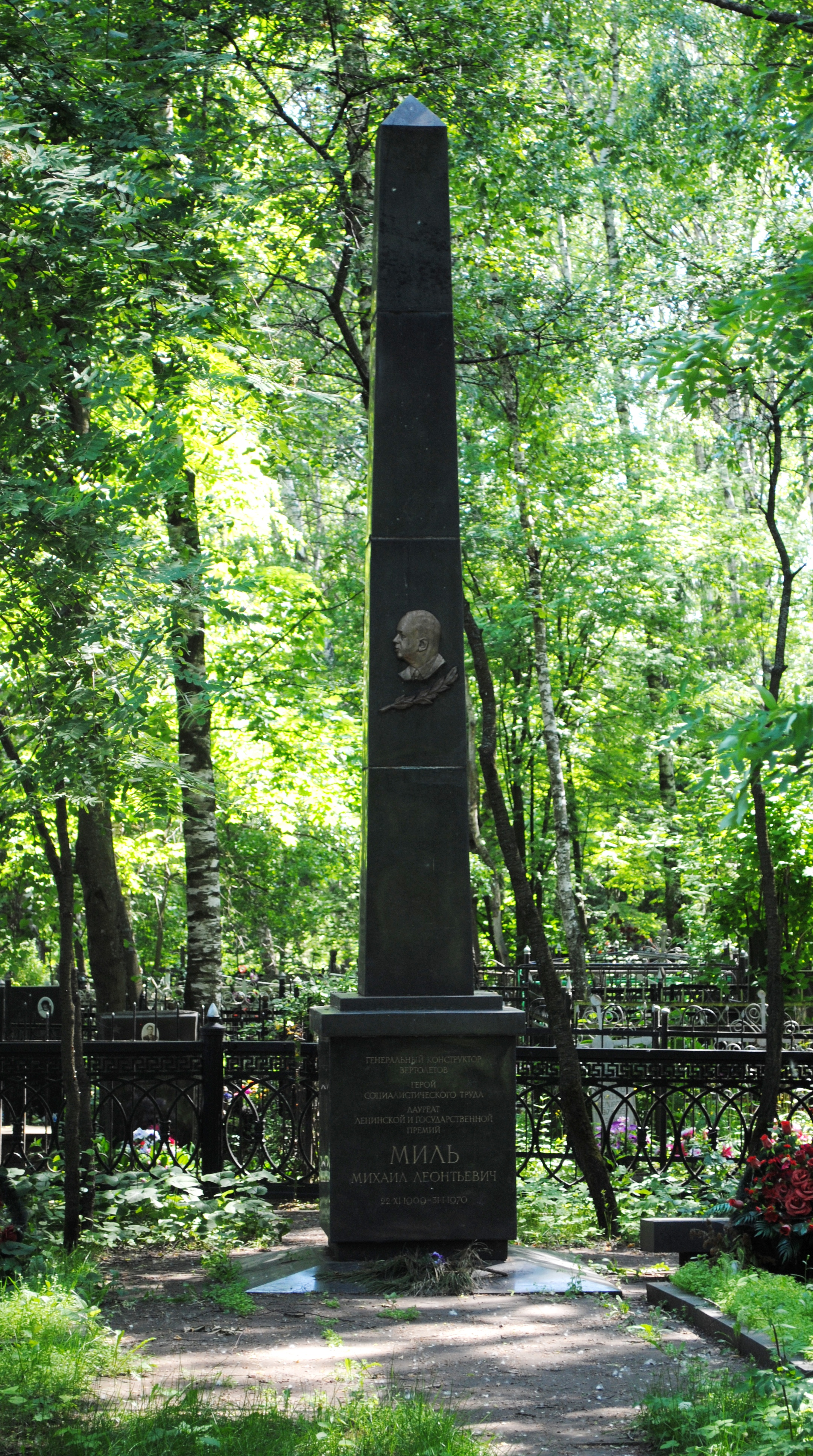
Могила М. Л. Миля на Юдинском кладбище

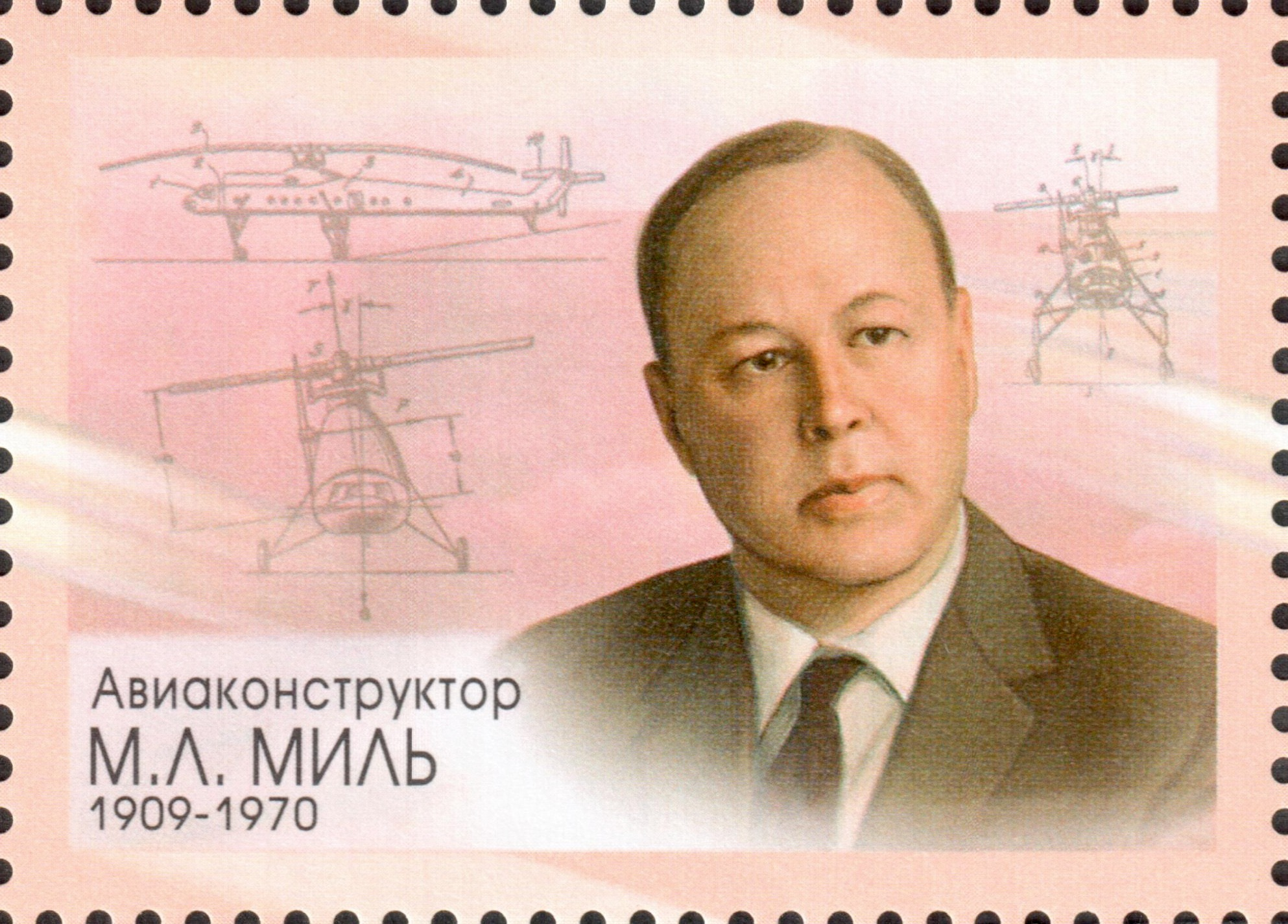
М. Л. Миль на купоне от марочного листа почты России

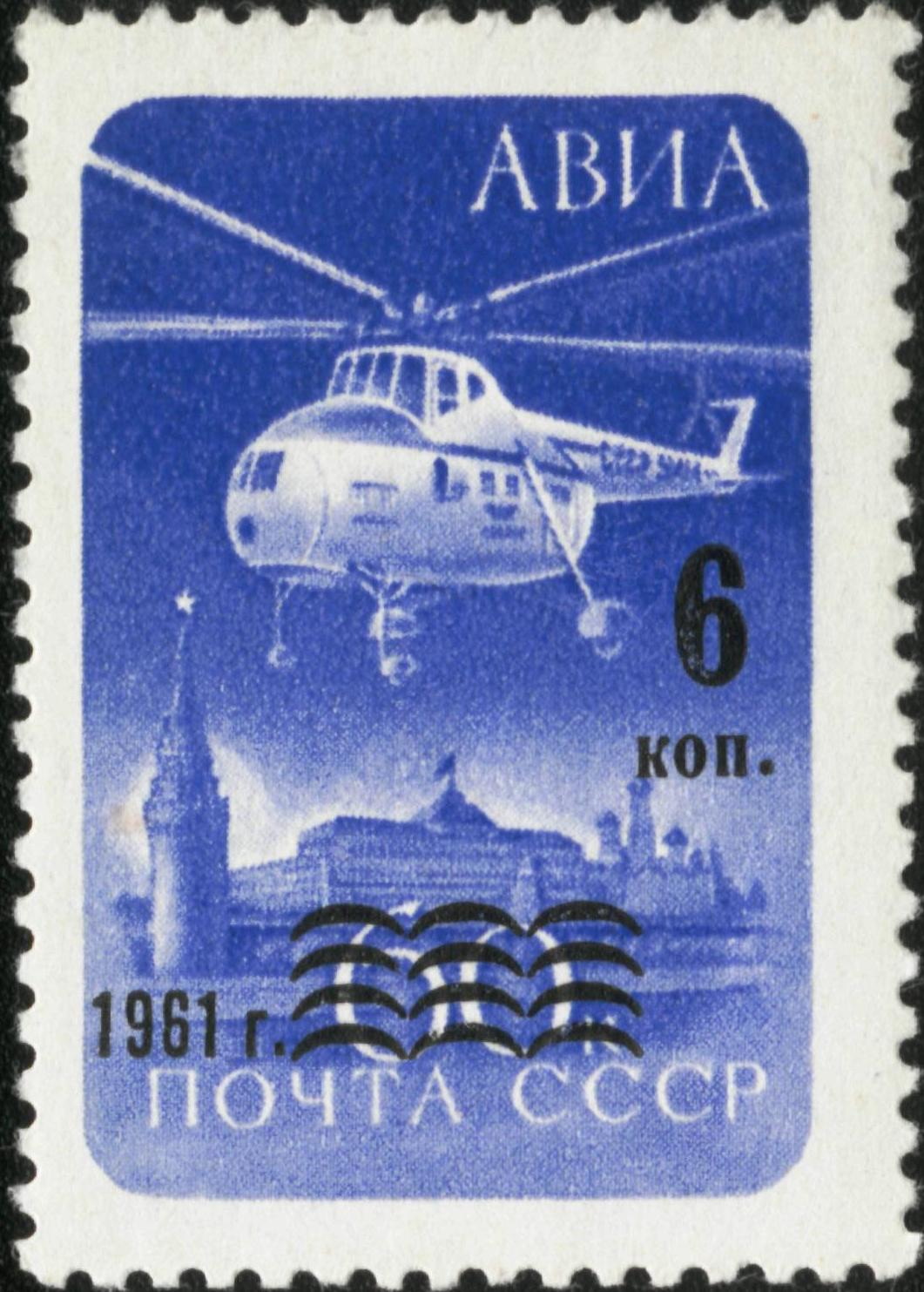
Вертолёт Ми-4 на марке СССР
]

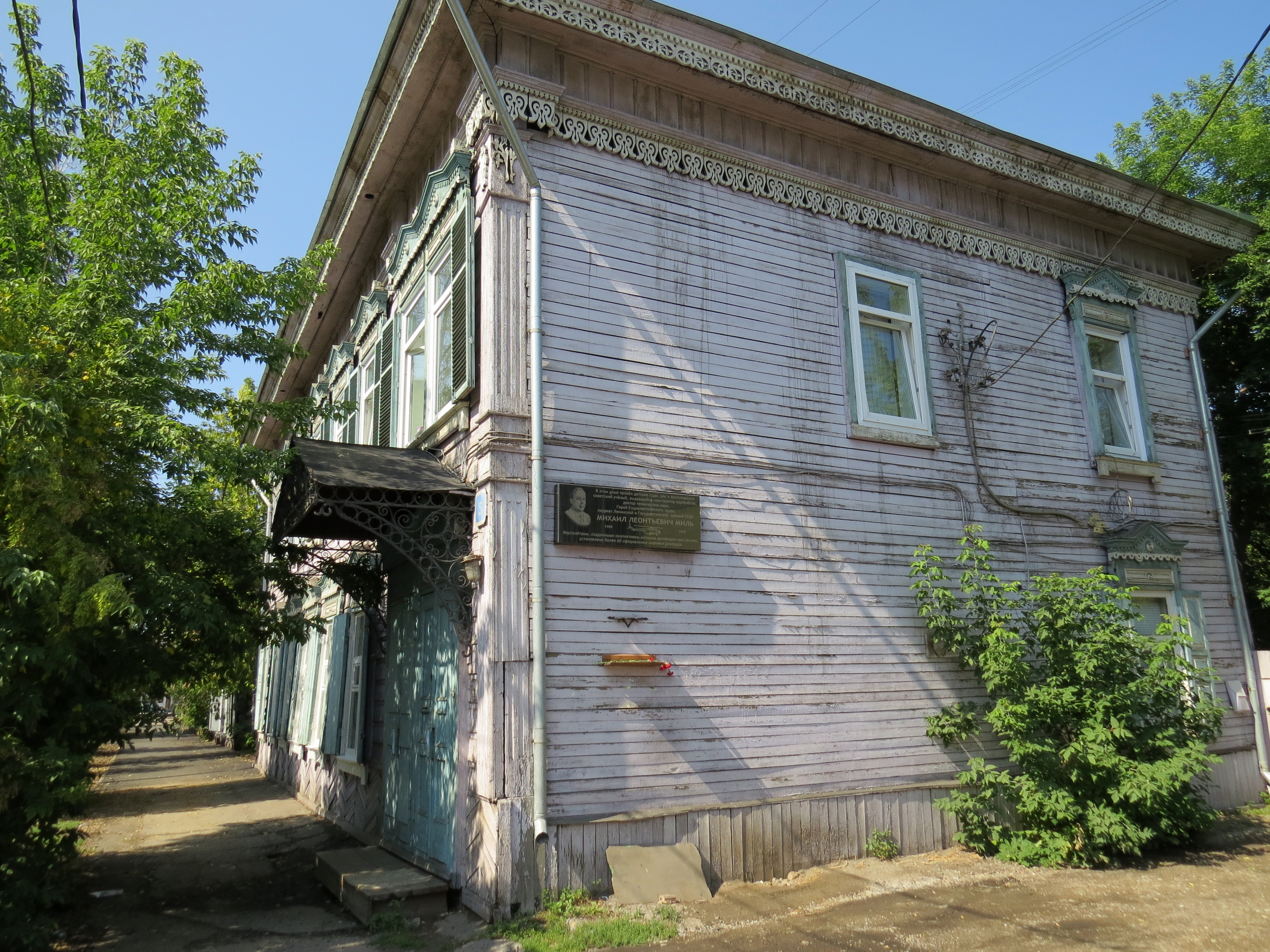
[https://www.google.com.ua/maps/@52.2878412,104.2938459,3a,37.6y,358.5h,94.12t/data=!3m6!1e1!3m4!1sTgswwCZpHbPIJvcGOffiKQ!2e0!7i13312!8i6656 Дом № 5 по улице Карла Либкнехта в Иркутске с мемориальной доской Михаилу Милю

- В Улан-Удэ именем Миля названа улица.
- Имя Миля носит Московский вертолётный завод.
- В Москве именем конструктора названа улица в районе Жулебино. В 2009 году на пересечении улицы Авиаконструктора Миля и Жулебинского бульвара был установлены вертолёт и бюст М. Миля.
- В Казани именем конструктора названа улица в Авиастроительном районе.
- Именем Миля названа московская ГБОУ Школа № 1359.
- В 2009 году в честь Миля был выпущен почтовый блок марок России.
- На корпусе факультета технологических машин и роботов ЮРГТУ (НПИ) (Новочеркасск) установлена мемориальная доска: «Здесь учился и окончил НПИ в 1931 г. конструктор вертолётов Ми, Герой Социалистического Труда, Лауреат Ленинской и Государственной премий, Доктор технических наук Михаил Леонтьевич Миль. 1909—1970 гг.»[6].
- В 2009 году в Иркутске в честь 100-летия со дня рождения М. Л. Миля по инициативе поэта Г. Гайды была установлена мемориальная доска на доме № 5 по улице Карла Либкнехта. Предложено назвать именем Миля улицу, на которой он родился и рос[7].
- В деревне Копище под Минском одна из улиц названа в честь Михаила Миля.
- Художественный фильм «Небо измеряется милями» (2019, режиссёр К. В. Буслов), рассказывающий о биографии конструктора. В роли М. Миля — Евгений Стычкин.
- Певец Николай Анисимов исполняет песню «Миль», посвящённую авиаконструктору[8].
- В честь М. Л. Миля назван астероид (4729) Михаилмиль, открытый в 1980 году советским астрономом Л. В. Журавлёвой.
- 5 июля 2023 года в Иркутске на улице Ленина между домами № 40 и № 46 состоялось торжественное открытие памятника авиаконструкторам М. Л. Милю и Н. И. Камову (архитектор Сергей Демков)[9][10].

## Награды
- Указом Президиума Верховного Совета СССР от 22 июля 1966 года за выдающиеся заслуги в развитии советской авиации Милю Михаилу Леонтьевичу присвоено звание Героя Социалистического Труда с вручением ордена Ленина и золотой медали «Серп и Молот».
- три ордена Ленина (12.07.1957; 22.07.1966; 21.11.1969)
- орден Отечественной войны 2-й степени (16.09.1945)
- орден Трудового Красного Знамени (21.11.1959)
- орден Красной Звезды (06.11.1944)
- медали
- орден Возрождения Польши[11]